# Usehat
Usehat là một thị xã và là một nagar panchayat của quận Budaun thuộc bang Uttar Pradesh, Ấn Độ.

## Địa lý
Usehat có vị trí 27°49′B 79°15′Đ / 27,82°B 79,25°Đ Nó có độ cao trung bình là 152 mét (498 feet).

## Nhân khẩu
Theo điều tra dân số năm 2001 của Ấn Độ, Usehat có dân số 12.183 người. Phái nam chiếm 53% tổng số dân và phái nữ chiếm 47%. Usehat có tỷ lệ 32% biết đọc biết viết, thấp hơn tỷ lệ trung bình toàn quốc là 59,5%: tỷ lệ cho phái nam là 39%, và tỷ lệ cho phái nữ là 23%. Tại Usehat, 23% dân số nhỏ hơn 6 tuổi.